# 美園町 (小平市)
美園町（みそのちょう）は、東京都小平市の地名。現行行政地名は美園町一丁目から美園町三丁目。郵便番号は187-0041。

## 地理
小平市の中央に位置する。
東から時計回りに、小平市大沼町、小平市天神町、小平市仲町、東村山市萩山町、東久留米市柳窪、に隣接する。
西武鉄道の小平駅があり、市の交通の玄関口である。

## 歴史
「美しい田園都市」を願って付けられた瑞祥地名である。

## 世帯数と人口
2022年（令和4年）8月1日現在の世帯数と人口は以下の通りである。
| 町丁         | 世帯数    | 人口    |
| ------------ | --------- | ------- |
| 美園町一丁目 | 1,505世帯 | 2,565人 |
| 美園町二丁目 | 769世帯   | 1,321人 |
| 美園町三丁目 | 872世帯   | 1,596人 |
| 計           | 3,146世帯 | 5,482人 |

## 小・中学校の学区
市立小・中学校に通う場合、学区は以下の通りとなる。
| 丁目   | 番地 | 小学校                 | 中学校                 |
| ------ | ---- | ---------------------- | ---------------------- |
| 一丁目 | 全域 | 小平市立小平第七小学校 | 小平市立小平第六中学校 |
| 二丁目 | 全域 | 小平市立小平第七小学校 | 小平市立小平第六中学校 |
| 三丁目 | 全域 | 小平市立小平第七小学校 | 小平市立小平第六中学校 |

なお、一丁目全域は小平市立小平第十四小学校も選択できる調整区域である。

## 交通

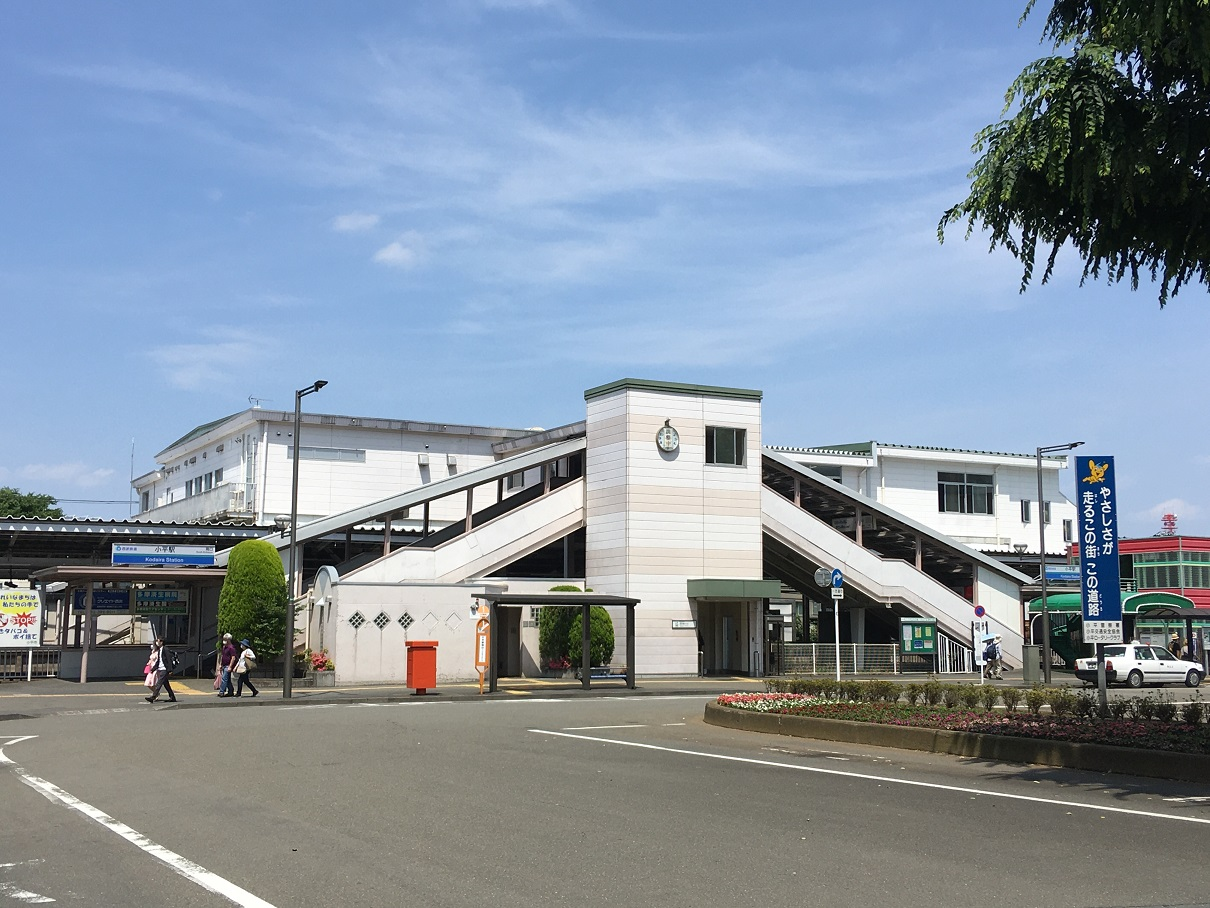
小平駅

### 鉄道
| 街区内に存在する駅                 |
| ---------------------------------- |
| 西武新宿線 拝島線 - 小平駅（SS 19) |

### バス
- 西武バス小平営業所が、周辺のバス路線を運行している。

### 道路
- 東京都道227号小平停車場野中新田線
- 東京都道253号保谷狭山自然公園自転車道線

## 施設

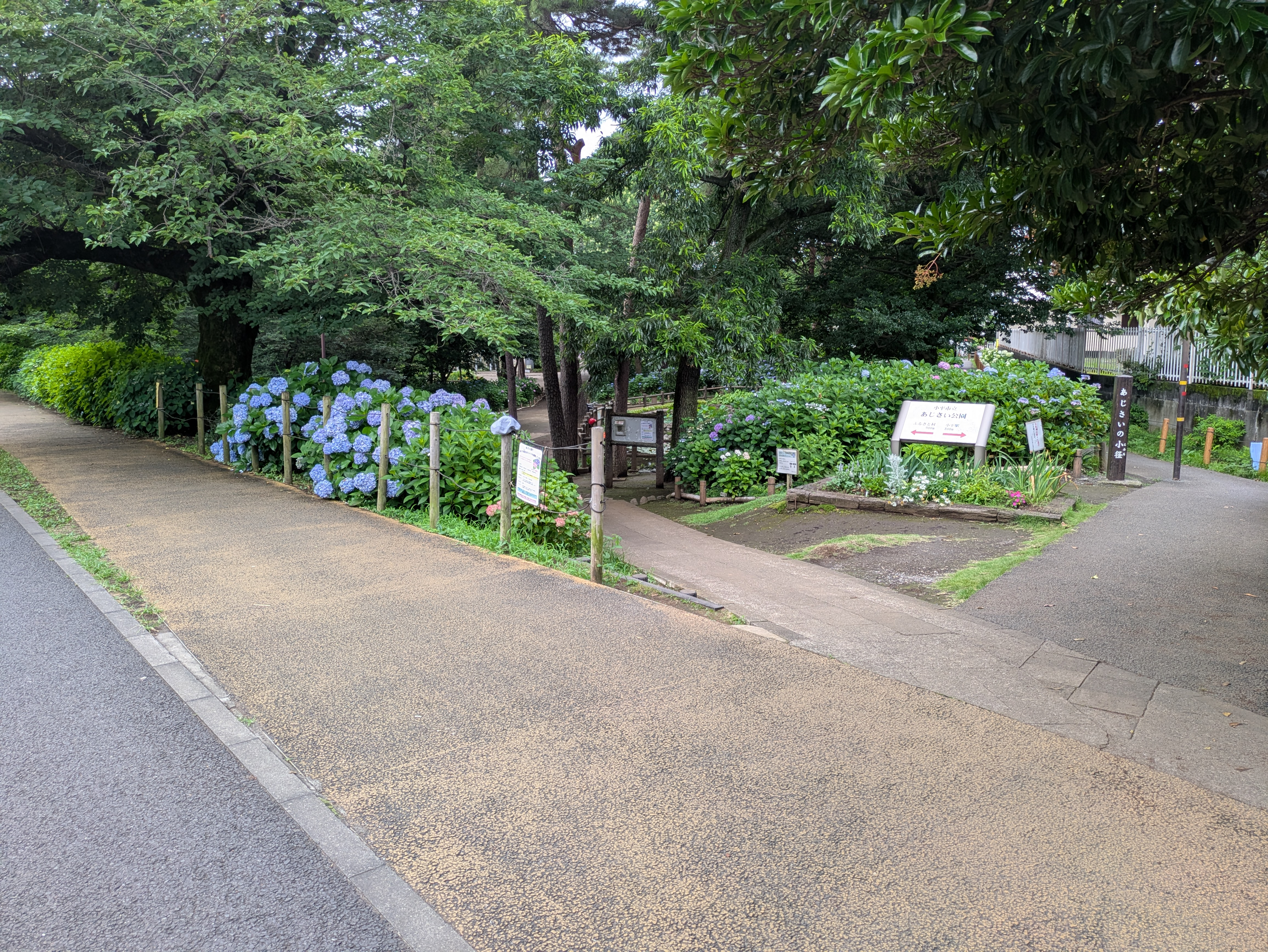
多摩湖自転車歩行者道沿い、あじさい公園（小平市美園町）

- ルネこだいら（小平市民文化会館）
- 多摩済生病院
- 照恩寺
- あじさい公園